# 格克塔里
50°19′5″N 25°6′10″E / 50.31806°N 25.10278°E
格克塔里（烏克蘭語：Гектари），是烏克蘭的村落，位於該國西部沃倫州，由盧茨克區負責管轄，面積6.33平方公里，海拔高度200米，2001年人口245，人口密度每平方公里38.7人。